# Joseph Ascher
Joseph Ascher (3. června 1829 Groningen – 20. června 1869 Londýn) byl nizozemský hudební skladatel a klavírista.

## Život
Studoval na konzervatoři v Lipsku, od roku 1849 působil ve Francii jako dvorní klavírista císařovny Eugénie de Montijo. Později se přestěhoval do Londýna, kde zemřel ve čtyřiceti letech na následky svého zhýralého života.

## Dílo
Joseph Ascher psal převážně skladby pro klavír. Do dnešní doby se jich dochovalo okolo dvou set.
Některá z jeho děl jsou:
- Danse Espagnole - opus 24
- Danse Nègre
- Denise
- Festa Napolitana
- Fleur de Bal
- Grand Paraphrase de Concert on „God Save The Queen“ - opus 50
- Grand Vals de Bravura
- La Cascades Roses
- L'Esperance
- L'Orgie
- Marie
- Marche Bohéme
- Mazurk des Traineaux
  - Fanfare maestoso
  - Mazurk
- Partant Pour-La-Syrie
- Pepita
- Réverie
- Sans Souci
- Souvenier de Leipzig
- Tarantelle bravura
- Théme Russe Varié